# Санта Барбара (Терни)
Санта Барбара је насеље у Италији у округу Терни, региону Умбрија.
Према процени из 2011. у насељу је живело 75 становника. Насеље се налази на надморској висини од 287 м.